# Рафіса
Рафіса (араб. رفيسة) — марокканська страва, яку подають під час різних традиційних свят.
Вона традиційно включає курку, сочевицю, насіння пажитника (хельба по-арабськи), мсемен, мелуї або одноденний хліб і суміш спецій рас-ель-ханут.
Традиційно рафісу подають жінці, яка щойно народила, оскільки пажитник вважається корисним для жінок, які відновлюються після пологів.
Рафіса походить від таріда (ثريد), традиційної арабської страви, яка, як кажуть, була улюбленою стравою пророка Магомета.
У марокканських кулінарних книгах ця страва не з'являлася вдо 1990-х років. Історик культури Енні Галль припускає, що це може бути пов'язано з тим, що рафіса пов'язана з сільськими кулінарними традиціями, тоді як люди, які протягом тривалого часу писали кулінарні книги, були переважно представниками еліти Фесі.

## Фільмографія
- Mounia Meddour, La Cuisine en héritage, réal., Paris, Centre national de la cinématographie, 2009, 1 DVD (50 min), coul. (Images de la culture, sciences humaines et faits de société) ; version en français. Lieu de tournage : Ouarzazate, Fès, Maroc. Cop. : Cocktail productions, Génération Vidéo, 2009.